# Waalhaven (Rotterdam)

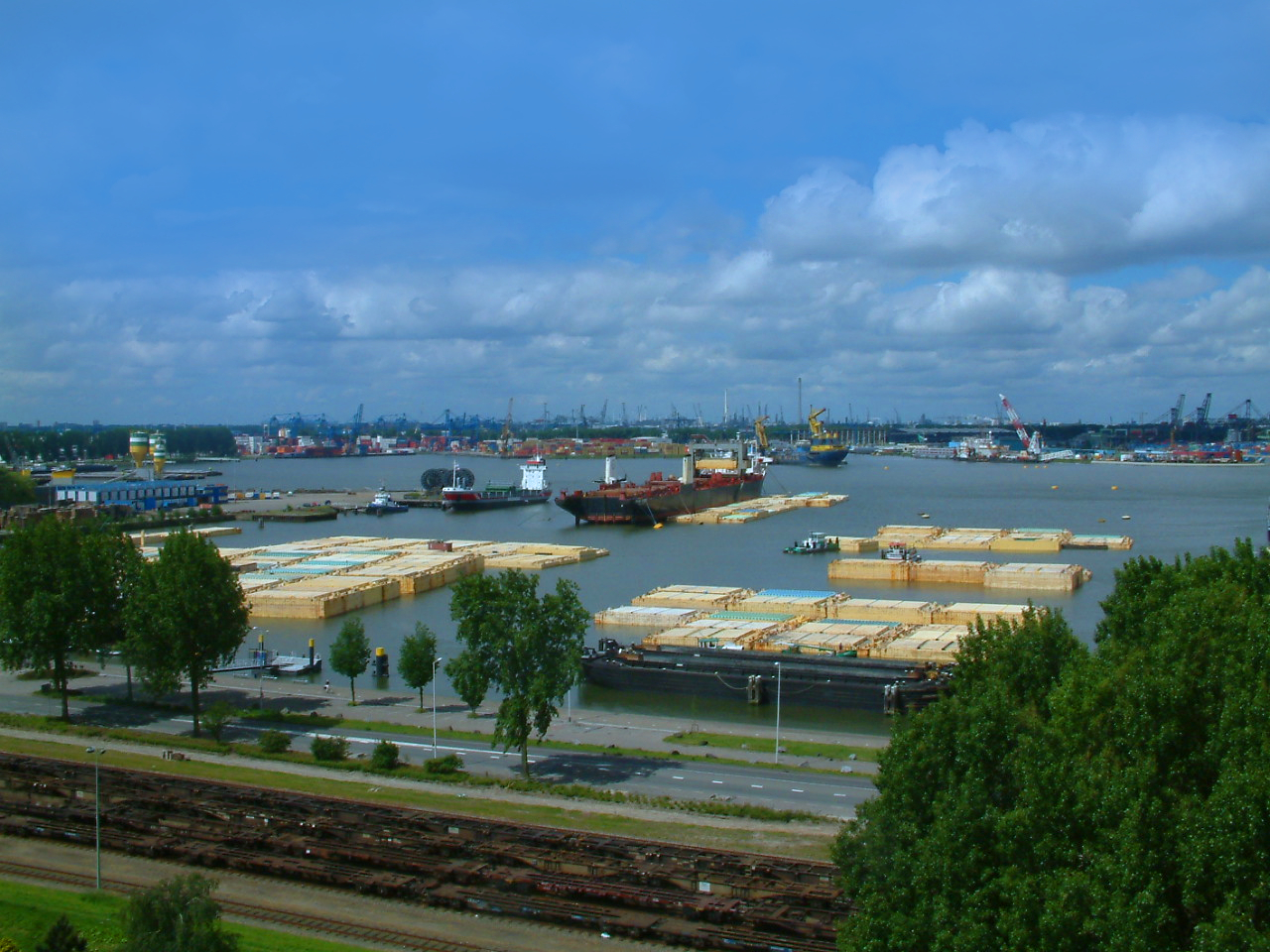
Overzicht van de Waalhaven in 2006 vanaf de 12e verdieping van Waelestein

De Waalhaven is een van de gegraven havens aan de linker Maasoever van Rotterdam.  Met haar oppervlakte van 310 ha is ze het grootste gegraven havenbassin ter wereld. De Waalhaven mondt uit in de Nieuwe Maas en is daardoor via het Scheur en de Nieuwe Waterweg direct met de zee verbonden.
Al ver voordat er sprake was van de Waalhaven hadden zich langs de rivier aan de Sluisjesdijk een aantal bedrijven gevestigd die zich bezighielden met de opslag en handel van onder meer petroleum. De eerste was Pakhuismeesteren in 1876. Deze activiteiten moesten in 1935 allemaal verplaatst zijn in verband met een nieuwe, minder risicovolle bestemming van het gebied.
Op 13 juni 1907 nam de gemeenteraad van Rotterdam het besluit tot het aanleggen van de Waalhaven en tot onteigening daartoe van de polder Robbenoord en Plompert. De polder is in 1913 opgeheven. In 1907 werd ook begonnen met de eerste uitgravingen. De eerste weggegraven grond werd geborgen in het zuidelijke deel van de polders Robbenoord en Plompert, het latere vliegveld Waalhaven en tegenwoordige bedrijventerrein Waalhaven-Zuid. Daarna werd de vrijkomende grond gebruikt voor de aanleg van het Kralingse Bos.
- 1910- 2e fase van de uitgraving
- 1912 - Verbreding van de 2e fase. Waalhaven ZZ is nog steeds voor een deel polder zoals in de situatie voor 1907

In 1919 werd besloten een vliegveld aan te leggen ten zuiden van de Waalhaven. Vanaf dit vliegveld - dat de toepasselijke naam Vliegveld Waalhaven kreeg - werd een luchtvrachtdienst met Engeland opgezet. Op 26 juli 1920 landde het eerste vliegtuig uit Londen. In de meidagen van 1940 werd het vliegveld door Duitse parachutisten overvallen en de Hollandse verdediging opgerold. Het vliegveld werd door Nederlandse en Britse bommenwerpers aangevallen, waarbij 60 ton bommen op en rond het veld werd afgeworpen. Ook beschoot Nederlandse artillerie dagenlang de landingsterreinen. Na de meidagen werd het vliegveld korte tijd door de Duitsers in gebruik genomen, maar ze vonden het onpraktisch omdat het te dicht op de kust lag. De Duitsers zouden het terrein uiteindelijk ongeschikt maken voor landing. Na de oorlog werd het spoedig in de havennijverheid opgenomen. Er is van het vliegveld geen spoor meer te vinden.
Aan de westzijde van Waalhaven ontstond naast de loodsen van de Rotterdamse Droogdok Maatschappij het dorp Heijplaat, gebouwd om werknemers van de werf te huisvesten. Het dorp telde 315 eengezinswoningen, later kwamen daar nog zo’n 40 woningen bij. De verbinding van en naar dit dorp loopt via de noordzijde van het plangebied Waalhaven ZZ.
- 1928 - 3e fase van de uitgraving, tot aan Waalhaven ZZ van het waterbekken.
- 1930 - 4e en laatste grote uitbreiding.

Karakteristiek element in de Waalhaven was de demagnetiseerinrichting, een grote boog waar schepen onderdoor konden varen om ontdaan te worden van hun magnetisme. Men geloofde dat op die manier het gevaar van magnetische mijnen kon worden afgewend. Deze installatie is gesloopt.

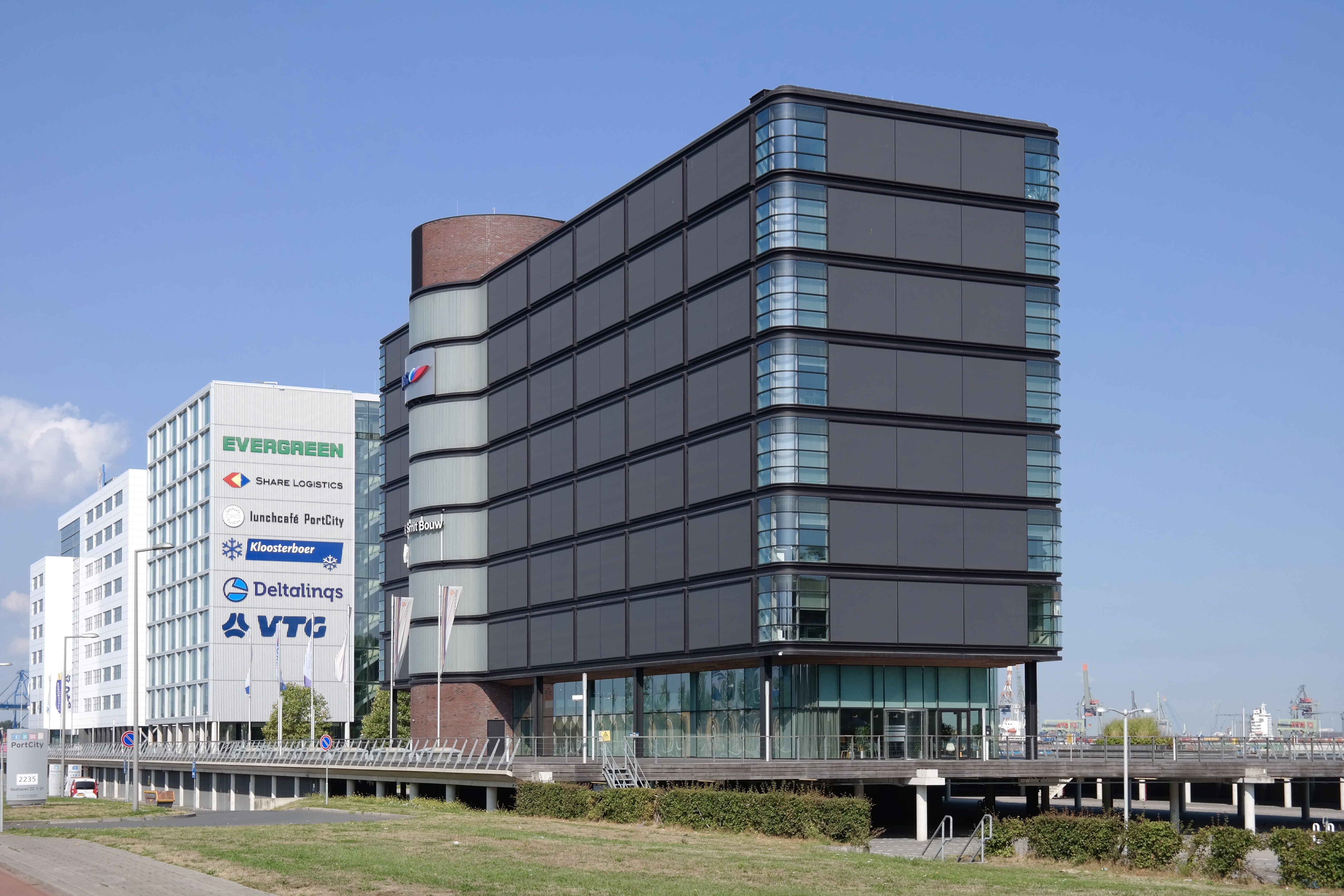
Kantoorgebouwen aan de Waalhaven Zuidzijde

Tot de jaren 90 deed de Waalhaven dienst als overslaghaven van met name massagoed en containers. Het was indertijd een overslagplaats voor Lash-schepen. De bakken die er nu nog liggen worden voornamelijk gebruikt voor opslag. Er zijn veel bekende scheepvaartbedrijven gevestigd aan de Waalhaven. Men vindt er ook Smit Internationale, die er zijn bokken en havensleepboten afmeert.
Aan de zuidzijde van de Waalhaven hebben ligplaatsen voor de binnenvaart plaats gemaakt voor een bedrijventerrein, waar aan de haven en aan het water gerelateerde bedrijven, zoals Deltalinqs, hun kantoor op het opgespoten land hebben laten neerzetten.
Ook de rondvaartboot van Spido doet de Waalhaven aan.

## Toekomstplannen metro
Er zijn plannen om een nieuwe metrolijn aan te leggen vanaf Kralingse Zoom via het (nieuwe) Feyenoord-stadion en Zuidplein naar de Waalhaven. Zie: Zuidtangent (Rotterdam).